# Stephan Otto Horn
Stephan Otto Horn (* 7. September 1934 in Isny) ist ein deutscher römisch-katholischer Theologe.

## Leben
Horn trat nach dem Abitur in die Gesellschaft des Göttlichen Heilandes (Salvatorianer) ein, wurde 1960 in Passau zum Priester geweiht, promovierte 1966 in München zum Dr. theol. und war von 1972 bis 1977 Assistent bei Joseph Ratzinger in Regensburg. 1978 wurde er habilitiert. Von 1981 bis 1986 war er Professor für Dogmatik in Augsburg, von 1986 bis 1999 Professor für Fundamentaltheologie in Passau. Er ist Sprecher des Schülerkreises von Papst Benedikt XVI.